# K介子原子
K介子原子是一種由K介子和質子構成的奇異原子，是在高能加速器研究機構中的 X-射線光譜發現他。K介子原子的半衰期有 1.18 ×10-18秒。

## 外部連結
- Article in CERN Courier